# Goos Kamphuis
Gozinus (Goos) Kamphuis (Den Haag, 20 september 1927 - Laren, 10 augustus 1974) was een Nederlands journalist. Hij werd vooral bekend als medewerker van de NCRV-radio.

## Biografie
Hij werkte aanvankelijk als schrijvend journalist bij de Haagsche Courant, waar hij zijn vrouw Miep leerde kennen. In 1952 was hij voor het eerst prominent te horen op de radio, toen hij met Johan Bodegraven een tocht op de brommer door Europa maakte. Een jaar later kwam hij in dienst van de NCRV als medewerker van de actualiteitenrubriek Vandaag. De Radiokrant van Nederland en maakte hij gelijk naam als radioverslaggever na de watersnoodramp. Daarna was hij onder andere te horen als verslaggever bij de treinramp bij Harmelen.
Daarnaast werkte Kamphuis mee aan de amusementsprogramma's Steravonden en Vossenjacht van de NCRV en aan religieuze programma's, onder andere samen met dominee Okke Jager. In 1966 stond hij als reporter in de Raadhuisstraat in Amsterdam toen vlakbij een rookbom werd gegooid tijdens de rijtoer bij het huwelijk van Prinses Beatrix en Prins Claus. Terwijl de televisie angstvallige pogingen deed de rook buiten beeld te houden gaf Kamphuis onderkoeld verslag: "Enkele provo's – daar heeft u al iets van gehoord – hebben voor een kleine opschudding gezorgd..." Een jaar later deed hij, samen met Jan de Graaff en Cees van Drongelen, voor de gezamenlijke omroepen verslag van de doop van Willem-Alexander.
In 1968 werd Kamphuis chef gesproken woord van de NCRV-radio. Zijn laatste productie was een interview met de gereformeerde politicus Piet Jongeling. Goos Kamphuis haalde een jonge Rik Felderhof over voor de NCRV-radio te komen werken.
De vaste geluidstechnicus van Goos Kamphuis was Jaap Pauw, vader van presentator Jeroen Pauw. Goos Kamphuis overleed na een ziekte van enkele weken op 46-jarige leeftijd in het Sint-Jansziekenhuis te Laren.

## Familie
Hij was zoon van Pietertje Bastemeijer en politieagent Gerrit Jan Kamphuis. Hij was getrouwd met Maria Esther (Miep) van Dijk (1926-2013). Beiden werden begraven op de Algemene Begraafplaats van Eemnes met voor hem het opschrift: "Hier ligt zijn bot, Goos is bij God". Het echtpaar bracht twee Griekse adoptiekinderen groot. Sandra vond in 2018 via Spoorloos haar biologische moeder terug.
Zoon Marco volgde zijn vader in een omroepcarrière en werd televisieregisseur en, net als Goos, ook verslaggever. Marco werkte voor verschillende omroepen, maar nooit voor de NCRV waar zijn vader zijn sporen verdiende.

De familie liet vanuit woonplaats Eemnes een rouwadvertentie plaatsen in onder meer Trouw met een tekst van Huub Oosterhuis (God roept een mens tot leven, Wie weet waarom en hoe).  De NCRV plaatste een rouwadvertentie met een tekst (23,24) uit psalm 73:
Gij hebt mijn rechterhand gevat;
Gij zult mij leiden door Uw raad
En daarna mij in heerlijkheid opnemen.